# Навигатор (спутниковая платформа)
Базовый модуль служебных систем «Навигатор» (БМСС «Навигатор») — лёгкая космическая платформа, предназначенная для создания на её основе космических аппаратов для астрофизических и метеорологических исследований, а также информационных систем.
В зависимости от задач космические аппараты, базирующиеся на "Навигаторе", могут функционировать на низких круговых, эллиптических, высоких эллиптических, геостационарных орбитах, а также в окрестностях точек Лагранжа системы Земля — Солнце.
В качестве средств выведения могут быть использованы ракеты-носители типа «Союз», «Зенит», как в сочетании с разгонным блоком «Фрегат», так и без него, а так же ракета-носитель «Протон-М» с разгонным блоком «ДМ-03».

## История создания
- Осенью 2003 года был подписан Протокол о намерениях между НПО им. Лавочкина и МОКБ «Марс» о проведении совместных исследований по созданию бортового комплекса управления (БКУ) для КА «Спектр-Р» и выпуск совместного отчёта по основным принципам построения БКУ.
- В конце 2003 года была начата работа по созданию системы электроснабжения (СЭС). Энергопреобразующая аппаратура и аккумуляторная батарея должны были иметь негерметичное исполнение для эксплуатации в условиях вакуума.
- С 2004 года началась опытно-конструкторская работа по созданию БКУ для платформы «Навигатор», на базе которой предполагалось создание метеоспутников серии «Электро-Л» и научных спутников серии «Спектр». При этом одним из основных требований к БКУ было создание унифицированной аппаратуры для использования на КА различного назначения и орбит применения.
- В период 2004-2009 гг. "ВНИИЭМ" по техническому заданию НПО им. Лавочкина выполняла составную часть ОКР по созданию системы ориентации солнечной батареи (СОСБ) для КА "Электро-Л" №1 и "Спектр-Р"[1][2].

## Состав кооперации платформы «Навигатор»
| Организация                               | Подсистема | Примечание |
| ----------------------------------------- | --- | --- |
| НПО им. С.А. Лавочкина                    | - Система электроснабжения (СЭС) - Средства обеспечения теплового режима (СОТР) - Антенно-фидерные системы (АФС) - Двигательная установка (ДУ) - Конструкция | |
| АО «Российские космические системы»       | - Бортовая аппаратура командно-измерительной системы (БА КИС)                                                                                                | |
| МОКБ «Марс»                               | - Бортовой комплекс управления (БКУ) | |
| Ижевский радиозавод                       | - Телеметрическая система (ТМС) | |
| АО "ИСС" им. академика М.Ф. Решетнева"    | - Солнечные батареи (БС) | |
| ПАО «Сатурн»                              | - Батарея фотоэлектрическая (БФ) - Аккумуляторная батарея (АБ)                                                                                               | АБ NiH 30НВ-72А |
| НПЦ "Полюс"                               | - Комплекс автоматики и стабилизации (КАС) | |
| ВНИИЭМ                                    | - Система ориентации солнечной батареи (СОСБ) | Предназначена для разворота без ограничения угла поворота панели солнечной батареи активной стороной на Солнце по внешним командам от БКУ. |
| ОКБ "Факел"                               | - Двигательные блоки коррекции и стабилизации (ДБК, ДБС) | Электрокаталитические гидразиновые двигатели ТК500М и К50-10.6                                                                             |
| Новосибирский государственный университет | - Система контроля электризации | |

## Конструкция
Конструктивно "Навигатор" представляет собой восьмигранный корпус, на гранях которого закреплены элементы двигательной установки, панели батарей фотопреобразователей с приводом поворота, радиаторы системы обеспечения теплового режима и др. На верхнем торце корпуса устанавливается полезная нагрузка, а на нижнем торце "Навигатор" крепится к разгонному блоку ракеты-носителя или непосредственно к ракете-носителю через переходной адаптер.
Унифицированность платформы "Навигатор" заключается в наличии отработанных конструктивно-технологических решений, обеспечивающих стабильную основу — это двигательная установка (ДУ), бортовой комплекс управления (БКУ), радиокомплекс, система электроснабжения (СЭС). Для возможности применения различных типов полезных нагрузок платформа обеспечена стандартными интерфейсами, которые при необходимости могут дополняться, — это адаптер для механического интерфейса, БКС, а также блок информационно-логического сопряжения ПН с платформой.

### Модификации платформы «Навигатор»
Начиная с третьего КА, разработанного на базе платформы «Навигатор» («Электро-Л» №2), для обеспечения непрерывных астроопределений на всём сроке активного существования в качестве астродатчиков используются астрокоординаторы фирмы Sodern (Франция) — SED-26. Предполагается в дальнейшем переход на аналогичные российские астрокоординаторы.
В части БКУ КА «Электро-Л» №3 продолжена работа по дальнейшему импортозамещению электрорадиоизделий, а также уточнено взаимодействие с рядом смежных систем (в связи с их доработкой) и, помимо астродатчиков SED-26, внедрён астродатчик 348К для получения лётной истории в составе БКУ.
В БКУ для КА «Спектр-РГ» в силу специфики научной аппаратуры и требований к процессам управления движением внедрён дополнительный блок связи для выделения целевой аппаратуры на отдельную линию МКО (мультиплексный канал управления), а также используются двигатели-маховики другого разработчика, обеспечивающие уменьшение минимального момента управления.
Для "Спектра-УФ" с учетом жестких требований по точности стабилизации планируется использовать гироскоп Astrix-200 компании Astrium (Франция).

### Программа импортозамещения компонентной базы
Аппаратура БКУ для КА "Электро-Л" и "Спектр-Р" была разработана до 2007 года с использованием доступной для РФ импортной индустриальной элементной базы. Опыт эксплуатации аналогичных по составу ЭКБ блоков систем управления на КА разработки Центра им. Хруничева выявил проблемы по надежности ряда импортных компонентов, в том числе в части программируемых логических интегральных схем. В связи с этим для последующих КА на базе платформы "Навигатор" примерно с 2008 года МОКБ "Марс" была начата реализация программы импортозамещения.

## Космические аппараты на базе платформы «Навигатор»

### Запущенные
«Навигатор-Р» для КА «Спектр-Р», «Навигатор-Э» для КА «Электро-Л №1-4, «Навигатор-РГ» КА «Спектр-РГ».
| Космический аппарат                              | Электро-Л                                                                    | Арктика-М            | Спектр-Р                         | Спектр-РГ                                | Спектр-УФ      | Спектр-М             | Гамма-400 |
| ------------------------------------------------ | ---------------------------------------------------------------------------- | -------------------- | -------------------------------- | ---------------------------------------- | -------------- | -------------------- | --------- |
| Полезная нагрузка                                | Камера МСУ-ГС                                                                | Камера МСУ-ГС        | 10-метровый радиотелескоп        | рентгеновские телескопы eROSITA и ART-XC | телескоп Т170М | 10-метровый телескоп |           |
| Масса ПН, кг                                     |                                                                              |                      | 2600                             | 1210                                     |                |                      |           |
| Общая масса, кг                                  |                                                                              | 2200                 | 2600                             | 2712,5                                   |                |                      |           |
| Мощность, Вт                                     |                                                                              |                      | 2500                             | 1805                                     |                |                      |           |
| Топливо, кг                                      |                                                                              |                      | 540                              |                                          |                |                      |           |
| Орбита                                           | Геостационарная                                                              | ВЭО, 39728 х 1050 км | ВЭО, 330 000 х 600 км, i = 51,4° | точка либрации L2 системы Земля—Солнце   |                |                      |           |
| Дата запуска                                     | 20.01.2011 - КА № 1                                                          | 28.02.2021           | 18.07.2011                       | 13.07.2019                               |                |                      |           |
| Ракета-носитель и разгонный блок                 | для КА № 1 и 2 - Зенит-3SLБФ / Фрегат-СБ для последующих КА - Протон-М/ДМ-03 | Союз-2.1б / Фрегат-М | Зенит-3SLБФ / Фрегат-СБ          | Протон-М / ДМ-03                         |                |                      |           |
| Заявленный срок активного существования, лет     | 10                                                                           | 7                    | 3                                | 6,5                                      |                |                      |           |
| Действительный срок активного существования, лет | 5 - для КА № 1 10 для КА № 2                                                 | 4 (на 07.2025)       | 7,5                              | 6 лет 9 дней (на 22.07.2025)             |                |                      |           |

### В разработке
«Навигатор» для КА «Спектр-УФ», «Спектр-М», «Гамма-400», «Арктика-М» №2, Электро-Л №5.